# Giovanni Battista Grassi

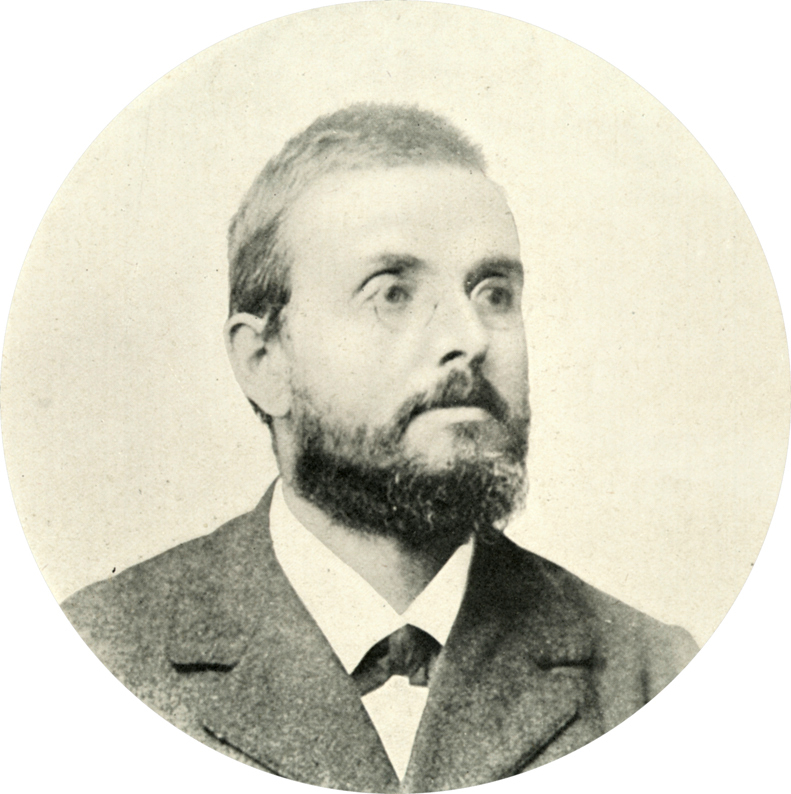
Battista Grassi, um 1892

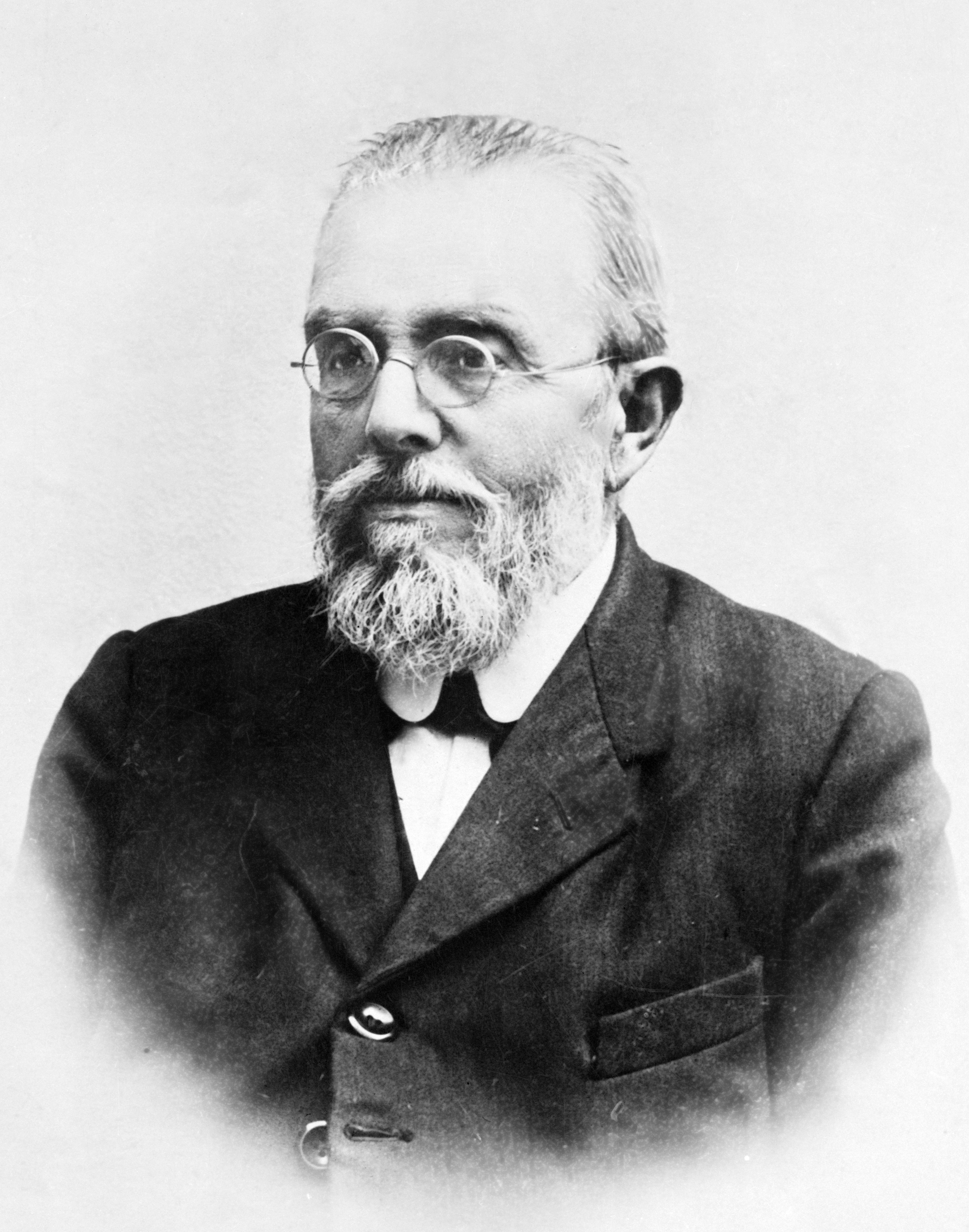
Giovanni Battista Grassi

Giovanni Battista Grassi (* 27. März 1854 in Rovellasca, Provinz Como; † 4. Mai 1925 in Rom) war ein italienischer Anatom, Zoologe und Parasitologe.

## Wirken
Giovanni Battista Grassi studierte Medizin an der Universität Pavia, wo er 1898 promoviert wurde. Am Anatomischen Institut in Heidelberg wurde er Mitarbeiter von Carl Gegenbaur und in Zürich von Otto Bütschli.
Grassi war ab 1883 Professor für Zoologie und vergleichende Anatomie in Catania und ab 1896 für vergleichende Anatomie in Rom.
Er war ab 1897 Mitglied der Accademia dei Lincei und seit 1908 Senator des italienischen Königreichs.
1896 entdeckte er in der Straße von Messina Entwicklungsstadien von Jung-Aalen, was später auf das Problem der Aalwanderung führte.
Grassi entdeckte 1898 mit seinen Mitarbeitern Amico Bignami (1862–1929) und Giuseppe Bastianelli (1862–1959), dass nur die Mücken der Gattung Anopheles menschliche Malaria übertragen und verwandte 1900  als erster Autor die Bezeichnung Anophelinae für die Stechmücken-Unterfamilie der Anopheles-Verwandten. Zudem befasste er sich mit der Lebensweise der Hakenwürmer und trug somit zur Diagnose der Ankylostomiasis bei.
1896 wurde er mit der Darwin-Medaille der Royal Society ausgezeichnet. 1916 wurde er zum Ehrenmitglied (Honorary Fellow) der Royal Society of Edinburgh gewählt. Die Königlich Niederländische Akademie der Wissenschaften (KNAW) nahm ihn 1903 als auswärtiges Mitglied auf. 1919 wurde er assoziiertes Mitglied der Académie royale des Sciences, des Lettres et des Beaux-Arts de Belgique.

## Schriften (Auswahl)
- mit Raimondo Feletti: Ueber die Parasiten der Malaria. In: Centralblatt für Bakteriologie und Parasitenkunde. Bd. 7, Nr. 13, 1890, S. 396–401; Nr. 14, 1890, ZDB-ID 210145-2, S. 430–435.
- mit Raimondo Feletti: Malarienparasiten in den Vögeln. In: Centralblatt für Bakteriologie und Parasitenkunde. Bd. 9, Nr. 12, 1891, S. 403–409; Nr. 13, 1891, S. 429–433; Nr. 14, 1891, S. 461–467.
- mit Raimondo Feletti: Weiteres zur Malariafrage. In: Centralblatt für Bakteriologie und Parasitenkunde. Bd. 10, Nr. 14, 1891, S. 449–454; Nr. 15, 1891, S. 481–488; Nr. 16, 1891, S. 517–521.
- Studi di uno zoologo sulla malaria. In: Reale Accademia dei Lincei. Memorie della Classe di scienze fisiche, matematiche e naturali. Ser. 5, Bd. 3, 1900, ISSN 0365-0286, S. 299–497, (Separatum: Digitalisat).